# Boston (Schiff, 1943)
Die Boston (CA-69/CAG-1/CA-69) war ein Schwerer Kreuzer der United States Navy und gehörte der Baltimore-Klasse an. Bereits kurz nach der Indienststellung 1943 fuhr das Schiff Einsätze im Zweiten Weltkrieg. Ab 1952 wurde die Boston zum ersten Lenkwaffenkreuzer der Welt umgebaut. Als solcher wurde sie im Vietnamkrieg eingesetzt.
Nach seiner Außerdienststellung wurde der Kreuzer zerlegt.

## Technik

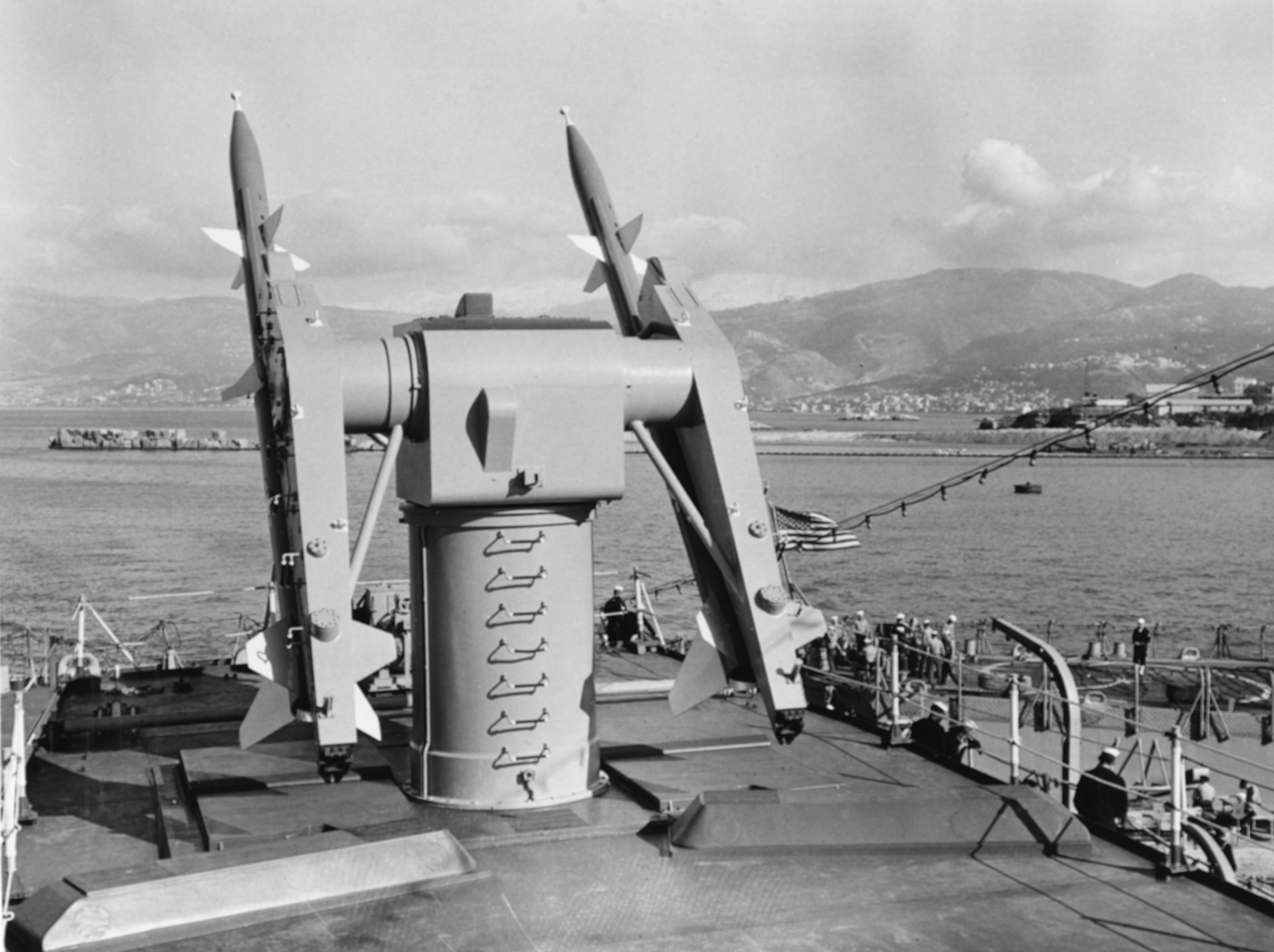
Mk-4-Doppelarmstarter für Terrier-FK auf dem Achterdeck der Boston

Als Einheit der Baltimore-Klasse war die Boston rund 207 m lang und 22 m breit. Sie verdrängte 17.000 ts. Das von vier Propellern angetriebene Schiff konnte eine Geschwindigkeit von bis zu 33 kn (61 km/h) erreichen, die Leistung der mit vier Kesseln betriebenen Antriebsanlage lag bei 120.000 hp (89 MW).
Als die Boston vom Stapel lief, bestand ihre Bewaffnung aus drei Drillingsgeschütztürmen des Kalibers 20,3 cm und der Kaliberlänge 55 zum Angriff auf Land- oder Seeziele sowie sechs multifunktionellen Doppelgeschütztürmen 12,7 L/38. Zur Luftabwehr besaß das Schiff außerdem 48 40-mm-Flak und 24 20-mm-Maschinenkanonen, die aber bald nach dem Ende des Zweiten Weltkrieges abgerüstet und durch erst zwölf, dann acht 7,6-cm-Flak ersetzt wurden. Außerdem befanden sich zu Weltkriegszeiten noch zwei Wasserflugzeuge für Aufklärungsmissionen auf Katapulten am Heck der Boston. Auch diese wurden später entfernt.
Ab 1952 wurde die Boston zum Lenkwaffenkreuzer umgebaut. Dafür wurde der achtere Geschützturm entfernt und durch zwei Doppelarmstarteranlagen Mk 4 für die Luftabwehrrakete RIM-2 Terrier ersetzt. Außerdem musste einer der 12,7-cm-Türme von Bord genommen werden. Das Magazin im Achterschiff konnte 144 Flugkörper aufnehmen. Außerdem wurden die Aufbauten leicht verändert. Hier wurden die zwei Schornsteine zu einem dickeren zusammengefasst, um die Topplastigkeit zu reduzieren. Ebenfalls einher ging der Umbau mit der Installation neuer Radar- und Feuerleitanlagen, die die Terrier zur Zielfindung benötigten.
Als die Terrier, eine Luftabwehrrakete erster Generation, noch während der Dienstzeit der Boston aus dem Dienst zurückgezogen wurde, besaß der Kreuzer keine Lenkwaffen mehr, lediglich die Startanlage blieb erhalten.

## Name und Klassifikation

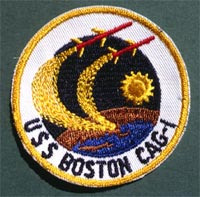
Insigne der Boston

Zur Zeit des Zweiten Weltkrieges gab es bei der US Navy noch feste Traditionen in der Systematik der Schiffsbenennung. Teil dieser war es, Kreuzer nach amerikanischen Städten zu benennen, größere Einheiten wie Schlachtschiffe erhielten Bundesstaaten als Namenspatrone. In Übereinstimmung mit dieser Tradition wurde CA-69 nach der Stadt Boston in Massachusetts benannt. Damit war CA-69 die sechste USS Boston in der Geschichte der US Navy.
Zu Beginn ihrer Dienstzeit war die Boston als CA-69 klassifiziert. Diese stand ursprünglich für armoured cruiser (Panzerkreuzer), wurde aber später auch für die heavy cruiser, also die Schweren Kreuzer, als Abgrenzung zu CL Leichter Kreuzer, verwendet. Nach dem Umbau wurde die Kennung auf CAG-1 geändert, wobei das hinzugekommene G für guided missile, also Lenkraketen, steht. Die Beibehaltung des A, im Gegensatz zu den späteren CG, sollte andeuten, dass der Kreuzer noch großkalibrige Rohrwaffen neben den Lenkwaffen führte. Nach der Deaktivierung der Terrier wurde dementsprechend das G wieder gestrichen und die Kennnummer zurück zu 69 geändert.
Seit ihrer Konvertierung zum Lenkwaffenkreuzer führte die Boston außerdem eine Insigne. Diese war rund, auf dem unteren Rand waren Schiffsname und Kennung notiert, im Zentrum zeigte sie zwei aufsteigende Lenkflugkörper, die goldene Schweife hinter sich herziehen.

## Geschichte

### Bau und Planung

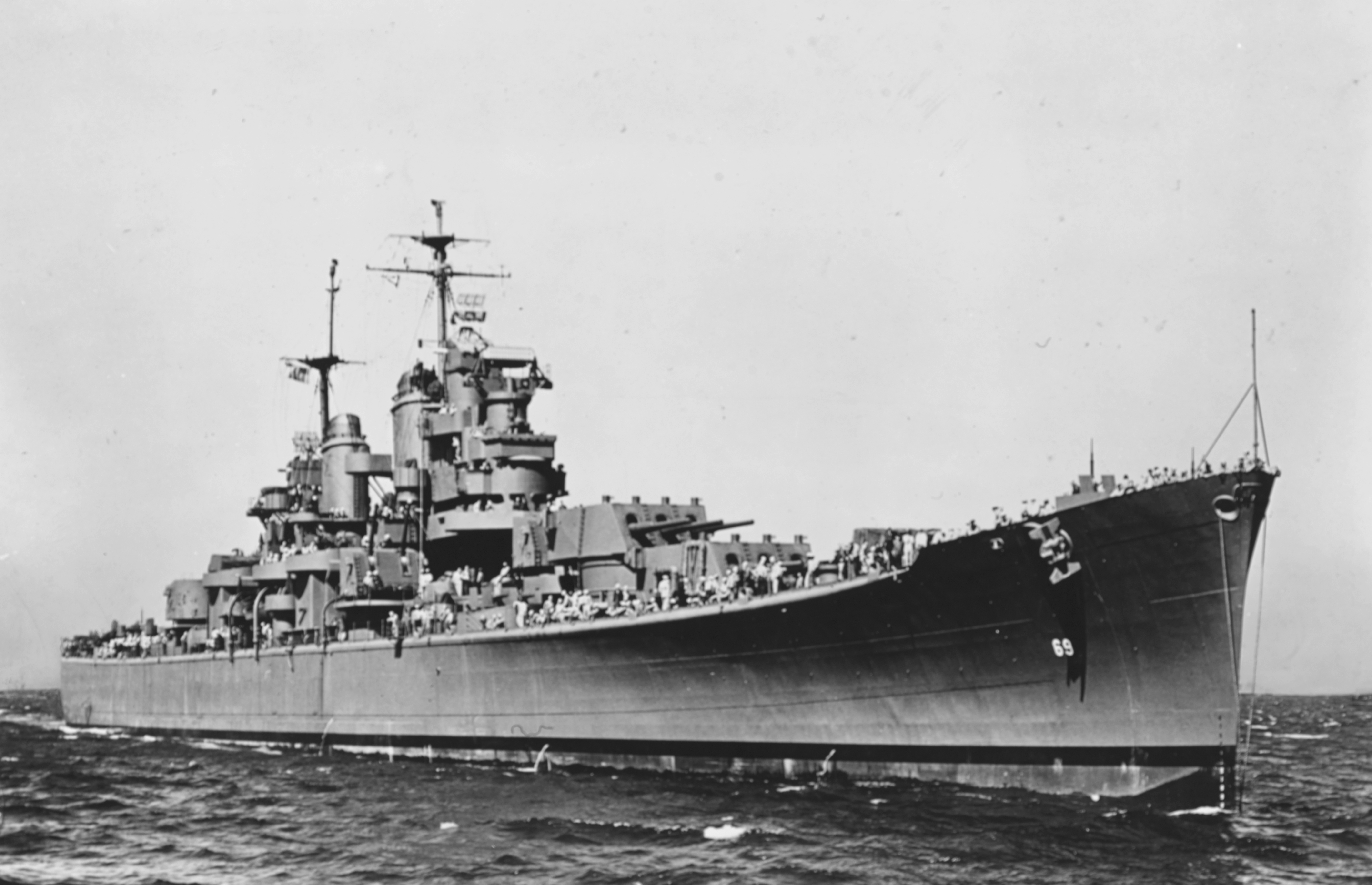
Boston im Juni 1943

Die Planung für die Baltimore-Klasse begann im September 1939, die Boston wurde das zweite Schiff dieser Klasse. Sie gehörte damit zum ersten Paket von vier Einheiten, das am 1. Juli 1940 in Auftrag gegeben wurde. Auftragnehmerin für den Bau von CA-69 war die Bethlehem Steel Company, die den Kreuzer am 30. Juni 1941 auf ihrer Fore River Shipyard in Quincy, Massachusetts auf Kiel legte. Der Bau des Kreuzers dauerte knapp über ein Jahr, am 26. August 1942 wurde Boston vom Stapel gelassen. An diesem Termin erfolgte auch die Schiffstaufe. Taufpatin des Schiffes war die Ehefrau von Maurice J. Tobin, dem damaligen Bürgermeister der als Namenspatron ausgewählten Stadt Boston und späteren US-Arbeitsminister.
Nach dem Abschluss der Endausrüstung und ersten Erprobungsfahrten konnte die Boston am 30. Juni 1943 offiziell in Dienst der US Navy gestellt werden. Das erste halbe Jahr ihrer Dienstzeit verbrachte sie mit Übungsfahrten im Pazifik.

### Zweiter Weltkrieg

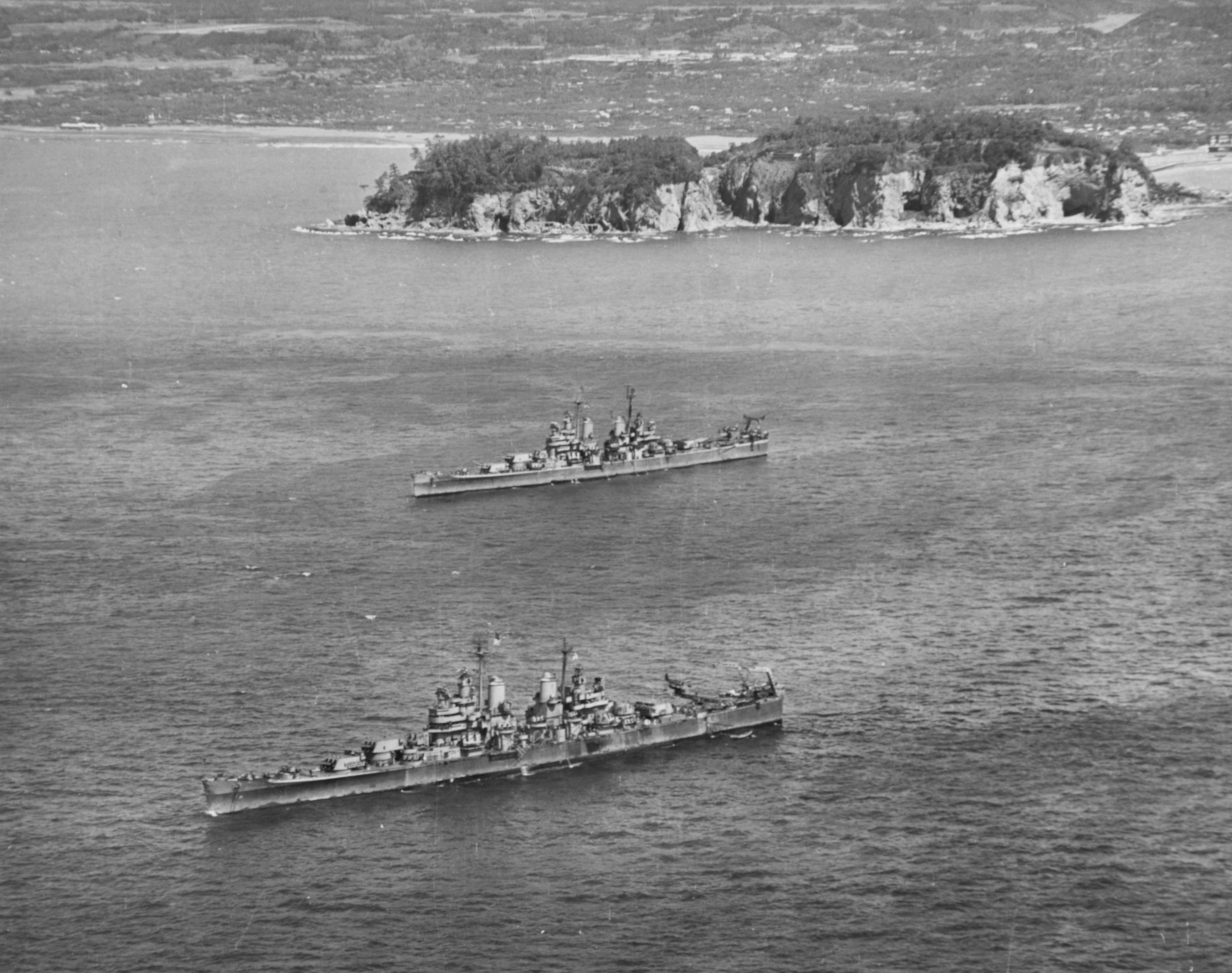
Boston und ihr Schwesterschiff Quincy 1945 vor Japan

Mit dem Einlaufen in Pearl Harbor begann für die Boston am 6. Dezember die Vorbereitung für den Kriegsdienst. Im Januar 1944 wurde sie der Task Force 58 zugeteilt, mit der sie ab Ende Januar in Kriegshandlungen eintrat. Dabei konnte sie sowohl zum Luftschutz für Schlachtschiff und Flugzeuge als auch zum Küstenbeschuss eingesetzt werden. Ab dem 30. Januar nahm sie an den Schlachten um die Marshallinseln teil, sie unterstützte dabei bis zum 28. Februar die Landungen auf Kwajalein, Majuro und Eniwetok. Zusammen mit der TF 58 kämpfte sich die Boston weiter Richtung Westen, auf die japanischen Hauptinseln zu. Im April griff die Gruppe Westneuguinea und den Kriegshafen von Hollandia an. Im Juni war sie an der Schlacht um Saipan und der Schlacht in der Philippinensee beteiligt. Von Mitte Juli bis Mitte August wurde die Boston im Rahmen der Eroberung von Guam eingesetzt. Am 15. September war der Kreuzer an der Landung auf Morotai beteiligt. In den Monaten September und Oktober diente die Boston außerdem während der Angriffe auf die Philippinen und der Schlacht um Peleliu.
Zum 10. Oktober wechselte die Boston zur 3. Flotte über und war an Angriffen auf Okinawa, Formosa und Luzón beteiligt. Vom 24. bis zum 26. Oktober nahm der Kreuzer unter Admiral William F. Halsey an der See- und Luftschlacht im Golf von Leyte teil. Nach weiteren Angriffen auf Luzón im November und Dezember und auf Formosa und die chinesische Küste im Januar 1945 folgten im Februar Angriffe auf die japanischen Inseln Okinawa und Honshū. Nachdem das Schiff damit über ein Jahr im Pazifik gefahren war, kehrte es im März zurück in heimische Gewässer und begann am 25. März eine Überholung in der Long Beach Naval Shipyard.
Diese war im Juni beendet, unmittelbar danach wurde Boston wieder zum pazifischen Kriegsschauplatz geschickt, wo sie sich am 20. Juli wieder TF 38 anschloss und bis zum Waffenstillstand am 15. August an Angriffen auf die japanischen Hauptinseln beteiligt war. Nachdem am 2. September, unter Anwesenheit der Boston, auf der Missouri die formelle Kapitulation Japans unterzeichnet wurde, blieb die Boston im Fernen Osten, wo sie bei der Besetzung Japans half. Am 28. Februar 1946 kehrte der Kreuzer zurück an die US-Westküste und wurde dort am 12. März außer Dienst und in der Puget Sound Naval Shipyard in Reserve gestellt.

### Umbau
Im Anschluss verblieb die Boston rund sechs Jahre eingemottet in Bremerton, Washington. Anfang der 1950er Jahre wurde der Kreuzer ausgewählt, um nach einem Umbau neben der ursprünglichen Bewaffnung auch Lenkflugkörper zu tragen. Mit der Reklassifizierung vom Schweren Kreuzer mit der Kennung CA-69 zum Lenkwaffenkreuzer CAG-1 am 4. Januar 1952 wurde der Umbau des Schiffes eingeläutet. Im Februar wurde das Schiff von Bremerton in den Hafen von Philadelphia geschleppt und kurz darauf bei New York Shipbuilding in Camden, New Jersey umgebaut. Am 1. November 1955 wurde die Boston wieder in Dienst gestellt, Anfang 1956 begannen Erprobungsfahrten in der Karibik. Ende Februar diente Boston noch während der Erprobung als Flaggschiff der CRUDIV 6. Im Sommer und Herbst des Jahres führte der Kreuzer Lenkwaffentests durch, im Oktober und November stand ein Atlantik-Manöver an.

### Mittelmeerfahrten

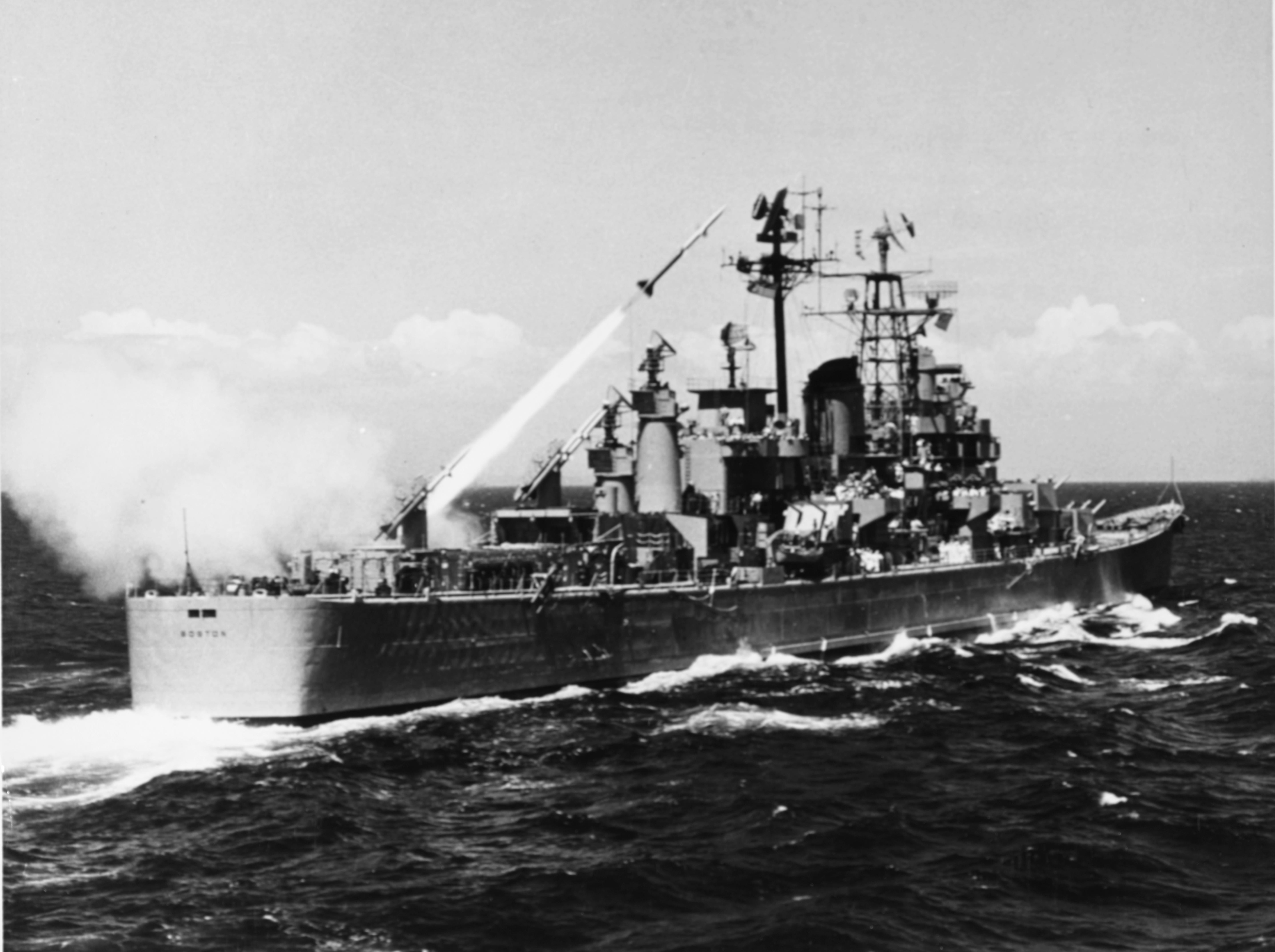
Boston beim Abschuss einer Terrier Rakete 1956

Ende November 1956 verlegte die Boston das erste Mal als Lenkwaffenkreuzer. Ziel des nunmehr an der Ostküste in Norfolk, Virginia stationierten Schiffes war das Mittelmeer, die Fahrt dauerte bis März 1957. Später im Jahr führte die Boston noch eine Trainingsfahrt für Midshipmen nach Kuba und dann Chile durch, darauf folgte ein NATO-Manöver in Nordatlantik und dann ab Ende November eine Werftliegezeit zur Instandhaltung bei Norfolk Naval Shipyard. Diese dauerte, inklusive Erprobungsfahrten, bis Juni 1958, als die zweite Mittelmeerfahrt begann. Während dieses Einsatzes war die Boston auch bei der Libanonkrise vor Ort, um die Evakuierung von US-Bürgern zu decken. Im August 1959 folgte eine dritte Einsatzfahrt in die Region der Sechsten Flotte, ab Februar 1960 dann eine Instandsetzungsperiode in der Charleston Naval Shipyard. Im Oktober verlegte die Boston für zwei Monate ins Mittelmeer. Im April 1961 gehörte der Kreuzer zu der Kampfgruppe, die während der gescheiterten US-amerikanischen Invasion in der Schweinebucht auf Kuba vor der Küste bereitgehalten wurde. Der Befehl zum Einsatz dieser Gruppe blieb aber aus. Im Herbst des Jahres wurde die Boston dann zu Instandhaltungsarbeiten einige Wochen in Charleston eingedockt. Bereits Ende 1961 verlegte sie das fünfte Mal ins Mittelmeer und kehrte im März 1962 zurück zur Ostküste. Nur fünf Monate später folgte die nächste Fahrt zur Sechsten Flotte, während der die Boston sechs Wochen im September und Oktober das Flaggschiff der Flotte war.
1963 wurden in der Boston Naval Shipyard modernere Radaranlagen installiert, diese wurden daraufhin in der Karibik getestet. 1964 folgte wieder eine Fahrt in europäische Gewässer. Ein letztes Mal befuhr der Kreuzer 1965/1966 europäische Gewässer.

### Vietnamkrieg

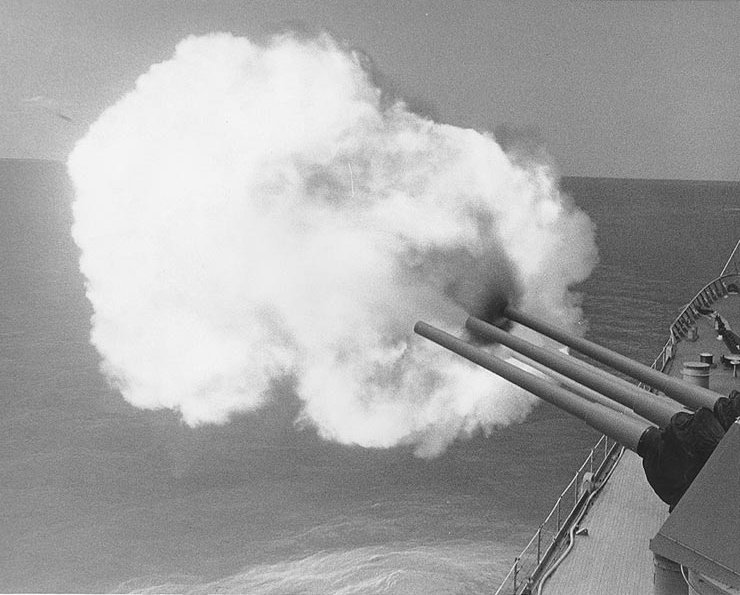
Boston 1969 während der Beschießung Vietnams

Im April 1967 kehrte Boston durch den Panamakanal in den Pazifik zurück, um in Einsätze im Vietnamkrieg zu fahren. Diese umfassten Luftabwehr für die Flugzeugträger etwa auf Yankee Station, wofür die Lenkwaffen verwendet werden konnten, aber auch Küstenbeschuss mittels der Rohrwaffen. Ein zweiter Vietnameinsatz begann für Boston mit der Ankunft in südostasiatischen Gewässern im April 1968. Während diesem wurde die Terrier flottenweit offiziell außer Dienst gestellt, die Boston erhielt deshalb zum 1. Mai ihre alte Kennung CA-69 zurück. Im Juni wurde das Schiff Opfer von friendly fire durch Flugzeuge der United States Air Force: Zwei Fast Patrol Crafts meldeten, dass sie von nordvietnamesischen Helikoptern angegriffen wurden, woraufhin die USAF Jets abstellte, um diese abzuschießen. Als die Flugzeuge jedoch vor Ort waren, waren die Helikopter bereits geflohen, die Piloten hielten nun die Boston und die sie begleitende HMAS Hobart für die feindlichen Luftziele und griffen diese an. Während eine Rakete die Boston zwar traf, der Gefechtskopf aber nicht detonierte, hatte die Hobart durch einen Raketentreffer zwei Todesopfer zu beklagen. Die nur leicht beschädigte Boston konnte ihren Einsatz fortsetzen und kehrte erst im Oktober an die Ostküste zurück, wo daraufhin die Terrier entfernt wurden.
Der Existenz ihrer Rohrwaffen und dem Nutzen dieser im Vietnamkrieg verdankte es die Boston, dass sie noch nicht außer Dienst gestellt wurde. Stattdessen fuhr sie im Mai 1969 ein letztes Mal in den Pazifik, um vietnamesische Küstenstellungen zu beschießen, die letzte Salve verschoss der Kreuzer am 7. Oktober, am 15. November kehrte er nach Boston zurück.

### Letzte Jahre

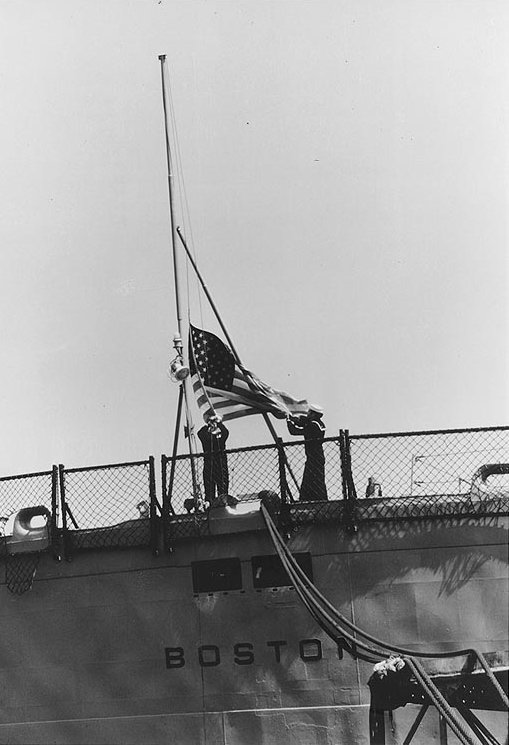
Die Flagge der Boston wird letztmals eingeholt

Da mit der Leahy-, Belknap-, Charles-F.-Adams- sowie Farragut-Klasse inzwischen einige als Lenkwaffenschiffe geplante Kreuzer und Zerstörer in Dienst standen, war eine erneute Modernisierung der alten Boston keine Option. Stattdessen wurde sie am 5. Mai 1970 außer Dienst gestellt und der Reserveflotte zugeteilt. Dort verblieb sie einige Jahre, in denen unter anderem an einen Verkauf des Schiffs an die Türkei gedacht wurde, der jedoch nie durchgeführt wurde. Letztendlich wurde die Boston 1975 verkauft und abgewrackt.